# Przemysław Tytoń
Przemysław Tytoń (Zamość, 4 de janeiro de 1987) é um futebolista polonês que atua como goleiro. Atualmente, joga pelo Twente.

## Carreira
Após passar pelas categorias de base de AMSPN Hetman Zamość e KS Hetman Zamość, dois times de sua cidade, Tytoń profissionalizaria-se em 2005 no Górnik Łęczna, tendo participado de vinte partidas.
Em 2007, foi contratado pelo Roda JC. Pelo time holandês, esteve em 46 jogos. O desempenho levou o tradicional PSV Eindhoven a contratar o goleiro por empréstimo em agosto de 2011, com opção de compra. A equipe conseguiu mantê-lo em definitivo em janeiro de 2012.
Inicialmente seria reserva do sueco Andreas Isaksson, mas com a irregularidade deste último, o treinador interino Philip Cocu resolveu promover Tytoń à titularidade.
Foi emprestado ao Elche após o fim da temporada de 2013-14.

### Susto com companheiro de time
Em 18 de novembro de 2011, Tytoń levou um grande susto após levar um chute de Timothy Derijck, seu companheiro de equipe. Levado ao hospital com suspeita de grave traumatismo craniano, ele não teve nada constatado nos exames e foi liberado.

## Seleção Polonesa
A estreia de Tytoń com a camisa da Seleção Polonesa ocorreu em maio de 2010, em partida contra a Finlândia.
Convocado para a Eurocopa de 2012 para ser reserva de Wojciech Szczęsny, virou herói ao defender o pênalti do grego Kostas Katsouranis. Ele havia entrado no lugar de Szczęsny, que havia sido expulso.
A defesa proporcionou a titularidade de Tytoń nas partidas seguintes, contra Rússia e República Tcheca. No entanto, falhou em classificar a Polônia para a segunda fase.

## Títulos
PSV Eindhoven
- Copa dos Países Baixos: 2011–12
- Supercopa dos Países Baixos: 2012